# Circondario di Vicenza
Il circondario di Vicenza era uno dei circondari in cui era suddivisa l'omonima provincia.

## Storia
Il circondario di Vicenza fu istituito in data imprecisata.
Venne soppresso nel 1927 come tutti i circondari italiani.

## Suddivisione
Il circondario si suddivideva nei seguenti distretti: Vicenza, Arzignano, Barbarano, Bassano, Lonigo, Marostica, Schio, Thiene, Valdagno